# Sant Climent d'Estana
Sant Climent d'Estana és l'església d'Estana, en el municipi de Montellà i Martinet (Cerdanya), protegida com a bé cultural d'interès local.

## Descripció
Es tracta d'una construcció de pedra i maçoneria i coberta de teula àrab. D'una sola nau de volta d'aresta incompleta i tres cossos amb arcs formers que conformen les capelles. El cor, als peus, està construït amb pedra i fusta. Interior emblanquinat i amb restes de pintures. La portada als peus de mig punt dovellada. Òcul a la façana. Capçalera plana. Torre campanar als peus, a ponent, de tres cossos d'alçada construïts amb pedra i maçoneria.